# Vanilla (software)
Un software Vanilla è un programma per computer (e per altri sistemi informatici come hardware o algoritmi) che non viene alterato rispetto alla propria forma originale il che implica che il software non presenta personalizzazioni o aggiornamenti ad essi applicati.  
Il software Vanilla è diventato uno standard industriale di fatto molto diffuso, ampiamente utilizzato da aziende e privati. 
Il termine deriva dal tradizionale gusto di gelato, la vaniglia. Secondo The New Hackerer's Dictionary di Eric S. Raymond, il termine inglese "vanilla" significa più "ordinario" che "predefinito".